# Java KeyStore
Una Java KeyStore (JKS)  es un repositorio (o almacén) de claves y certificados de seguridad – tanto de certificados de autorización, como de certificados de claves públicas  -  más las claves privadas correspondientes,  utilizados por ejemplo en SSL encriptación.
En IBM WebSphere Servidor de Aplicación y Oracle WebLogic Server, un archivo con extensión jks sirve como keystore.
El Kit de Desarrollo de Java mantiene un archivo de  keystore de CA (Autoridad de certificación)  denominado cacerts en la carpeta jre/lib/security. JDKs proporciona una herramienta denominada keytool para manipular el keystore  Keytool no tiene ninguna funcionalidad para extraer la llave privada fuera del keystore, pero esto es posible con herramientas de tercero como jksExportKey, CERTivity, Portecle y KeyStore Explorer.